# Человек, который принял жену за шляпу
«Человек, который принял жену за шляпу, и другие истории из врачебной практики» (англ. The Man Who Mistook His Wife for a Hat and Other Clinical Tales) — одна из наиболее известных книг британского невролога, популяризатора медицины Оливера Сакса, автора книги «Пробуждения» (Awakenings). 
Книга, вышедшая в 1985 году, является сборником историй людей, страдающих от необычных нарушений психики и борющихся за выживание в условиях, невообразимых для здоровых людей. Переведена на многие языки мира с многочисленными переизданиями. «Человек, который принял жену за шляпу» стал международным бестселлером. В качестве названия для своей книги Сакс выбрал историю «Профессора П.», своего пациента со зрительной агнозией, патологическим состоянием, которое делает его неспособным распознавать даже знакомые лица и предметы.
Сакс опирается на работы советского невролога Александра Лурии, Фридриха Ницше, Курта Голдштейна, Генри Хэда, Хьюлингса Джексона и других мыслителей и деятелей медицины.
Книга состоит из двадцати четырёх рассказов, разделенных на четыре части («Утраты», «Избытки», «Наития» и «Мир наивного сознания»), каждая из которых посвящена определённому аспекту деятельности мозга. В первых двух разделах автор делает акцент на правом полушарии головного мозга, а в третьем и четвёртом непосредственно описывает спонтанные воспоминания, изменённое состояние сознания и необычные качества ума, обнаруженные у людей с умственной отсталостью.

## Сюжет
Потеряв ногу или глаз, человек знает об этом; потеряв личность, знать об этом невозможно, поскольку некому осознать потерю.Оливер Сакс, «Человек, который принял жену за шляпу»
Книга написана от первого лица доктором Саксом, практикующим клиническим неврологом. Каждый из 24 рассказов повествует историю пациента Сакса. Он меняет имена и некоторые детали жизни больных, чтобы защитить их личную жизнь и сделать акцент непосредственно на их опыте. Среди героев этих историй: молодой человек с синдромом Туретта, проявления которого прекращаются только в тот момент, когда он начинает отбивать скоростной ритм на барабанах, пожилая женщина, в чьей голове ни на секунду не затихает музыка, молодая девушка, которая не может контролировать движения своего тела, и многие другие. Рассказы разбиты на четыре части: «Утраты», «Избытки», «Наития» и «Мир наивного сознания».
«Человек, который принял жену за шляпу» является не просто анамнезом, но и философским трудом. В книге представлено описание сложных и редких случаев из практики доктора Сакса, и драматические перипетии борьбы человека с болезнью, и философские попытки постижения человеческой души. Какова природа болезни? Что она делает с психикой человека? Может ли она привнести что-то новое или даже позитивное в жизни людей?
В своих рассказах Сакс рассматривает такие заболевания, как синдром Корсакова, синдром Туретта, амнезию, прозопагнозию (позже писатель признавался, что обращался к собственному расстройству, когда писал об этом заболевании) и многие другие.

## Критика и отзывы
Рассказ «Близнецы» был подвергнут сомнению Макото Ямагути. В этой истории Доктор Сакс встречается с братьями-близнецами, которые не умеют ни читать, ни производить умножение, но при этом играют в «игру» в поисках очень больших простых чисел. Саксу пришлось прибегнуть к таблице простых чисел, чтобы присоединиться к ним. Макото сомневался в том, что такая таблица в принципе могла существовать, и указывал, что надёжные научные отчёты подтверждают возможность только частичного восприятия при быстром подсчёте большого количества предметов (в истории рассказывается, как близнецы моментально подсчитали содержимое коробка спичек, который упал со стола, одновременно назвав число «111»).
Аутист-учёный Дэниел Таммет отмечает, что близнецы могли заранее подсчитать содержимое коробка, сказав, что он считает число 111 «особенно красивым и похожим на спички».
Книга получила множество положительных отзывов от читателей и критиков. Известная российская писательница Татьяна Толстая в своем сборнике «Девушка в цвету» ссылалась на книгу Сакса, назвав писателя «нестандартно мыслящим врачом». Жанр книги она определила как документальную медицинскую новеллу. Позитивные отзывы в журнале «Иностранная литература» также дали российские журналисты Игорь Кузнецов и Леонид Кроль.

## Влияние на медицину и последствия для общества
Надеюсь, познакомившись с историями моих пациентов, читатель увидит, что неврология не сводится к безличной, полагающейся главным образом на технологию науке, что в ней есть глубоко человеческий, драматический и духовный потенциал.Оливер Сакс, «Человек, который принял жену за шляпу»
В книге «Человек, который принял свою жену за шляпу» Оливер Сакс одним из первых восстал против традиционной методологии, сосредоточившись на личном опыте своих пациентов. По мнению писателя, механистический подход к подобным больным давно должен был уйти в прошлое. Таким образом, Сакс не только писал о своих пациентах оригинальным способом — он придумывал неординарные методы их лечения. Врач паллиативной помощи и писатель Реймонд Барфилд писал о том, что Сакс по-новому определил проблему работы нервной системы и что его идеи стали предвестниками широкого движения — нарративной медицины — которое сделало акцент на включении опыта и идей пациентов в их лечение.
Через 4 года после издания книги в 1989 году Сакс получил стипендию Гуггенхайма за его исследования влияния культуры на неврологические нарушения, лежащие в основе редкого наследственного заболевания, известного как Синдром Туретта, описанного и изученного Саксом во второй части «Человека, который принял жену за шляпу». В 2014 году писатель совместно с доктором Майклом Окуном, профессором неврологии в Университете Флориды и председателем Медицинского консультативного совета Ассоциации синдрома Туретта, на примере американского футболиста Тима Ховарда изучил то, как синдром Туретта может приносить больным пользу и даже быть «тайным оружием» для спортсмена. В результате исследования выяснилось, что благодаря болезни футболист обладал «необычайной скоростью».

## В массовой культуре
Произведение Оливера Сакса нашло широкое отражение в массовой культуре:
- Кристофер Роленс написал либретто для камерной оперы на основе заглавной истории книги. Режиссёром постановки выступил Майкл Моррис, а музыку написал Майкл Найман. Для последнего, композитора, ранее сотрудничавшего с кинорежиссёрами, эта опера стала большим успехом за пределами сферы кинематографа.[14] «Человек, который принял свою жену за шляпу», был впервые показан Институтом современного искусства в Лондоне в 1986 году. Впоследствии телевизионная версия оперы была показана в Великобритании.
- Книга Сакса была адаптирована Питером Бруком в театральную постановку «L’Homme Qui …» , премьера которой состоялась в 1993 году в Театре Буффе-дю-Нор в Париже. В постановке «Голубая кружка» по мотивам книги главные роли исполнили Раджат Капур, Конкона Сен Шарма, Ранвир Шори и Виная Патхак.
- Альбом шотландской инди-поп-группы Travis «The Man Who» назван в честь книги.[15]
- В эпизоде телевизионного шоу «Парки и зоны отдыха» необычный характер отношений Джерри Гергича с его женой Гейл (Кристи Бринкли) является примером случая, описанного в книге Сакса.
- Рассказ «Близнецы» был также использован в фильме «Человек дождя», где Дастин Хофман играет аутиста с фантастической памятью и необычными математическими способностями (синдром саванта): когда на пол упал коробок спичек, он сразу же смог назвать их число.
- Книга Оливера Сакса впервые была инсценирована в России в театре Маяковского: постановка «Человек, который принял жену за шляпу». Премьера спектакля состоялась 26 ноября 2016 года.

## Похожие авторы
- Вилейанур Рамачандран
- Дэниел Левитин
- Стивен Пинкер